# Зіяд аль-Корд
Зіяд Саїд аль-Корд бін Самір (араб. أشرف نعمان الفواغرة; нар. 15 січня 1974, Газа, Палестина) — палестинський футболіст, нападник. Найкращий бомбардир збірної Палестини (16 голів, з урахуванням поєдинків не під егідою ФІФА).

## Клубна кар'єра
Футбольну кар'єру розпочав у 1994 році в футболці юнацької команди «Аль-Аглі» (Несріят), у 1996 році був переведений до першої команди. 1999 року виїхав до Йорданії, де виступав за «Аль-Гуссейн». У 2000 році виїхав до Саудівської Аравії, де став першим палестинським гравцем у місцевому професіональному клубі — «Абха».
У 2003 році опинився в французькому «Валансьєні». У складі цього клубу виходив на поле в 3-х матчах (з лави для запасних). Потім підписав з командою новий дворічний контракт, але після цього французи продали його до йорданського «Аль-Вахдату». У команді провів два сезони. Після цього повернувся до Палестини, виступав за «Аль-Аглі» (Несріят). Завершив футбольну кар'єру наприкінці сезону 2009/10 років у футболці «Газа Спорт».

## Кар'єра в збірній
З 1998 по 2006 рік виступав за національну збірну Палестини, у футболці якої відзначився 16-а голами в 33-х матчах (з урахуванням поєдинків не під егідою ФІФА).

### Голи за збірну
Рахунок та результат збірної Палестини знаходиться на першому місці.
| #   | Дата           | Місце              | Суперник          | Рахунок | Результат | Змагання                                 |
| --- | -------------- | ------------------ | ----------------- | ------- | --------- | ---------------------------------------- |
| 1.  | 26 липня 1998  | Бейрут, Ліван      | Сирія             | 1–2     | 1–2       | Товариський                              |
| 2.  | 27 серпня 1999 | Амман, Йорданія    | Сирія             | 1–1     | 1–1       | Панарабські ігри 1999                    |
| 3.  | 29 серпня 1999 | Амман, Йорданія    | Йорданія          | 1–4     | 1–4       | Панарабські ігри 1999                    |
| 4.  | 4 квітня 2002  | Ель-Кувейт, Кувейт | Іран              | 2–1     | 2–2       | Західноазійські ігри 2002 (неофіційний)  |
| 5.  | 6 квітня 2002  | Ель-Кувейт, Кувейт | Катар             | 1–0     | 2–0       | Західноазійські ігри 2002 (неофіційний)  |
| 6.  | 6 квітня 2002  | Ель-Кувейт, Кувейт | Катар             | 2–0     | 2–0       | Західноазійські ігри 2002 (неофіційний)  |
| 7.  | 16 грудня 2002 | Ель-Кувейт, Кувейт | Йорданія          | 1–0     | 1–1       | Кубок Арабських націй 2002               |
| 8.  | 20 грудня 2002 | Ель-Кувейт, Кувейт | Марокко           | 1–2     | 1–3       | Кубок Арабських націй 2002 (неофіційний) |
| 9.  | 23 грудня 2002 | Ель-Кувейт, Кувейт | Судан             | 2–1     | 2–2       | Кубок Арабських націй 2002               |
| 10. | 18 лютого 2004 | Доха, Катар        | Китайський Тайбей | 1–0     | 8–0       | кваліфікація Чемпіонату світу 2006       |
| 11. | 17 червня 2004 | Тегеран, Іран      | Йорданія          | 1–1     | 1–1       | Чемпіонат ФФ Західної Азії 2004          |
| 12. | 19 червня 2004 | Тегеран, Ірак      | Ірак              | 1–0     | 1–2       | Чемпіонат ФФ Західної Азії 2004          |
| 13. | 1 квітня 2006  | Дакка, Бангладеш   | Гуам              | 9–0     | 11–0      | Кубок виклику АФК 2006                   |
| 14. | 1 квітня 2006  | Дакка, Бангладеш   | Гуам              | 10–0    | 11–0      | Кубок виклику АФК 2006                   |